# Râul Jijioara
Râul Jijioara sau Gârla Morii este un curs de apă, afluent al râului Jijia. 